# Тель-ель-Убейд
30°58′20″ пн. ш. 46°01′50″ сх. д. / 30.9722° пн. ш. 46.0306° сх. д.
Тель-ель-Убейд — археологічна пам'ятка (тель) в Іраку (провінція Ді-Кар), неподалік від руїн міста Ур. Від назви теля походить назва убейдського періоду, оскільки там вперше на території Межиріччя було виявлено рештки поселення відповідних часів.

## Опис
Тель-ель-Убейд є невисоким пагорбом (приблизно 500 на 300 метрів). Має кілька підвищених ділянок, найвища з яких приховує руїни храму богині Нінхурсаг. На південь від пам'ятки розташована інша височина, де був цвинтар.

## Історія
Час існування поселення невідомий, однак воно вже існувало в убейдський період. Є сліди функціонування пам'ятки й у наступних епохах: Урук і Джемдет-Наср. У Ранньодинастичному періоді там існувало містечко, назва якого, однак, не збереглась. Тим не менше, тоді ж поселення почало занепадати, а його територія використовувалась під цвинтар. Цар Аанепада збудував там храм на честь Нінхурсаг, зробивши на деякий час пам'ятку культовим місцем.

## Археологія
Пам'ятку 1919 року відкрив Гаррі Реджіналд Голл під час обстеження околиць стародавнього Ура. Того ж року були проведені розкопки, переважно у районі храму Нінхурсаг. У 1923—1924 роках Чарлз Леонард Вуллі провів розкопки пам'ятки, виявивши рештки поселення убейдського періоду, а також дослідив великий цвинтар. 1937 року Пінхас Делуга й Сетон Ллойд знову обстежували храм Нінхурсаг.